# Geocraft
GeoCraft er en hollandsk nonprofit Minecraft- server ledet af GeoFort. GeoFort er et videnskabscenter og museum beliggende i Herwijnen i Holland. 
I spillet bygger spillerne på basis af de indlæste former for bygninger over hele Holland i Minecraft.  Mellem 2013 og 2015 blev hele kortet indlæst med hjælp fra den hollandske regering, VU Amsterdam og Geodan. Den oprindelige hensigt er at give børn, hovedsageligt mellem 8 og 14, mere rumlig indsigt.
Omkring 1000 milliarder blokke er blevet indlæst. Hver blok ville være 1x1x1 meter i det virkelige liv.

## Frivillige
Spillet styres af frivillige. Samfundet har nu 400 borgmestre og rådmænd, 30 kongekommissærer, 3 kommissærer og 6 ministre.

## Historie
GeoCraft startede som en freebuild-server. Denne version kørte et par år før GeoCraftNL blev grundlagt. Den første version varede ikke længe. Den første dag serveren var online, styrtede serveren og blev afleveret til den nuværende administrator, Koen Lemmen .
I den første version kunne alle spillere bygge hvor som helst. Flere ting var blevet ødelagt og uønskede ting blev bygget. Derefter blev det besluttet at sikre serveren. Siden da er nye spillere nødsaget til at tilmelde sig først, så kan de anmode om tilladelse til at bygge et sted gennem Minecraft-kadasteren .

## Karakterer

### Spillere
Gast (Gæst)
En ny spiller, der får civilt rang efter tilmelding
Burger (Civil)
En spiller, der kan anmode om meget fra en borgmester og har adgang til at bygge.

### Personale
Wethouder (Rådmand)
Rolle som moderator på serveren. Opgaverne består i at give information til nye spillere. Denne rolle var tidligere navngivet "GeoLoco Mayor".
Burgemeester (Borgmester)
En moderator, der giver partier til burgere.
Commissaris van de Koning (King's Commissioner) (CVDK)
En medarbejder, der har tilladelse til et system (WorldEdit), som gør det muligt at effektivisere måden man bygger på. Andre opgaver består af at holde styr på andre medarbejdere. Minimumsalderen for rollen er 14 år.
Gedeputeerde (Stedfortræder)
Deputerede er på den tekniske side. De har de samme tilladelser som CVDK'er, men laver Minecraft- plugins til serveren. Du kan blive stedfortræder i alle aldre.
Minister (Minister)
Chef for alle medarbejdere. Minister-rollen administrerer alle med CVDK-rollen (Commissaris van de Koning). Ministre har alle tilladelser på serveren. Denne rolle var tidligere navngivet "King's Son".
Koning (Konge)
Koning Koen (Koen Lemmen) er hovedadministrator og ejer af GeoCraftNL.

## Eksternt link
1. ↑  raft
2. ↑  . Ha

- geocraft.nl

 Der er for få eller ingen kildehenvisninger i denne artikel, hvilket er et problem. Du kan hjælpe ved at angive troværdige kilder til de påstande, som fremføres i artiklen.